# Radio Televizija Crne Gore
Radio i Televizija Crne Gore (in cirillico: Радио и телевизија Црне Горе?), anche nota come RTCG (in cirillico: РТЦГ?), è l'azienda radiotelevisiva pubblica del Montenegro. Trasmette dalla capitale Podgorica in montenegrino e in albanese.
A luglio 2001 l'RTCG è diventata un membro associato dell'Unione europea di radiodiffusione (UER), trasformandosi in membro a pieno titolo nel 2006, dopo la dichiarazione d'indipendenza del Montenegro dalla Serbia.

## Storia
La prima stazione radiofonica nei Balcani e in Europa sudorientale fu fondata in Montenegro con l'apertura di un trasmettitore sulla collina di Volujica, vicino ad Antivari, da parte di Nicola I del Montenegro il 3 agosto 1904, ai tempi del Principato di Montenegro. 
Radio Cetinje iniziò a trasmettere il 27 novembre 1944, durante la seconda guerra mondiale e nel 1949, dopo la nascita della Repubblica Socialista Federale di Jugoslavia fu fondata Radio Titograd, che nel 1990 cambiò nome in "Radio Crna Gora".
Nel 1957 fu piazzata la prima antenna televisiva sul Monte Lovćen, che riusciva a ricevere il segnale televisivo dell'Italia. 
Nel 1963 la televisione di Stato jugoslava, Jugoslovenska radiotelevizija, dette avvio alle trasmissioni di Radio-Televizija Titograd (RTV Titograd) per produrre programmi televisivi propri; il primo programma ad andare in onda fu un programma di informazione locale.
RTV Titograd fu rinominata "Radio Televizija Crne Gore" nel 1990.

## Organizzazione
RTCG è regolata dalla Legge sui servizi di radiotelevisione pubblici, che dispone di servire gli interessi di tutti i cittadini del Montenegro indipendentemente dalla loro appartenenza politica, religiosa, culturale, etnica o di genere. Opera sotto la supervisione governativa.
RTCG è amministrata da un Consiglio di amministrazione composto da 9 membri proposti da organizzazioni della società civile e nominati dal Parlamento. Il Consiglio di amministrazione elegge a sua volta il Direttore generale.
RTCG è finanziata da sovvenzioni statali e da introiti pubblicitari.

## Servizi
RTCG gestisce 4 canali televisivi e 2 stazioni radiofoniche:

### Televisione
- TVCG 1 – canale di informazione e produzioni nazionali;
- TVCG 2 – canale di sport e intrattenimento;
- TVCG 3 – canale che trasmette sedute in diretta dal Parlamento del Montenegro e da istituzioni governative;
- TVCG MNE – canale internazionale via satellite.

### Radio
- Radio Crne Gore – stazione radiofonica generalista
- Radio 98 – stazione radiofonica rivolta ai giovani

## Programmi

### Programmi attuali[4]
- Dobro jutro Crna Goro
- Vijesti
- Бока поморска

 Одбојка: Црна Гора - Холандија, првенство Европе, снимак
- Корнер, музичка емисија 1 сезона , Метео интермецо, Хит дана
- Volim ljeto

## Ricezione

### Satellite[5]
| Satellite          | Astra 3B                                  | Eutelsat 16A                              |
| Posizione orbitale | 23.5° Est                                 | 16.0° Est                                 |
| Bouquet            | M:Sat TV                                  | Total TV Crna Gora                        |
| Canali             | TVCG 1, TVCG 2, TVCG MNE, Radio Crne Gore | TVCG 1, TVCG 2, TVCG MNE, Radio Crne Gore |
| Frequenza          | 11817 MHz                                 | 11471 MHz                                 |
| Polarizzazione     | Verticale                                 | Orizzontale                               |
| SR                 | 30000                                     | 30000                                     |
| FEC                | 3/4                                       | 3/4                                       |
| Modulazione        | 8PSK                                      | 8PSK                                      |